# سكوت سيمس
سكوت سيمس هو سياسي كندي، ولد في 12 أغسطس 1969 في Bishop's Falls ‏ في كندا. نشط حزبياً في الحزب الليبرالي الكندي.

## مناصب
- في الانتخابات الاتحادية الكندية 2011 [الإنجليزية]‏، انتخب عضو مجلس العموم الكندي عن دائرة Bonavista—Gander—Grand Falls—Windsor [الإنجليزية]‏ وقد انضم خلال فترته النيابية [الإنجليزية]‏ (2 مايو 2011 – 18 أكتوبر 2015) للكتلة البرلمانية الحزب الليبرالي الكندي.
- في الانتخابات الاتحادية الكندية 2008 [الإنجليزية]‏، انتخب عضو مجلس العموم الكندي عن دائرة Bonavista—Gander—Grand Falls—Windsor [الإنجليزية]‏ وقد انضم خلال فترته النيابية [الإنجليزية]‏ (14 أكتوبر 2008 – 1 مايو 2011) للكتلة البرلمانية الحزب الليبرالي الكندي.
- انتخب عضو مجلس العموم الكندي عن دائرة Bonavista—Gander—Grand Falls—Windsor [الإنجليزية]‏ وقد انضم خلال فترته النيابية [الإنجليزية]‏ للكتلة البرلمانية الحزب الليبرالي الكندي.
- انتخب عضو مجلس العموم الكندي عن دائرة Bonavista—Gander—Grand Falls—Windsor [الإنجليزية]‏ وقد انضم خلال فترته النيابية [الإنجليزية]‏ للكتلة البرلمانية الحزب الليبرالي الكندي.
- انتخب ممثل الجمعية البرلمانية لمجلس أوروبا [الإنجليزية]‏ لترشحه ضمن قائمة كندا، (18 أبريل 2016 – ).
- انتخب نائب عن الجمعية البرلمانية لمجلس أوروبا  [لغات أخرى]‏ لترشحه ضمن قائمة كندا، (26 يناير 2015 – 18 أبريل 2016).
- انتخب ممثل الجمعية البرلمانية لمجلس أوروبا [الإنجليزية]‏ لترشحه ضمن قائمة كندا، (23 يناير 2012 – 20 يناير 2013).
- انتخب ممثل الجمعية البرلمانية لمجلس أوروبا [الإنجليزية]‏ لترشحه ضمن قائمة كندا، (21 يناير 2008 – 24 يناير 2011).
- انتخب مراقب الجمعية البرلمانية لمجلس أوروبا ‏ لترشحه ضمن قائمة كندا، (1 أكتوبر 2007 – 21 يناير 2008).
- انتخب مراقب الجمعية البرلمانية لمجلس أوروبا ‏ لترشحه ضمن قائمة كندا، (26 يونيو 2006 – 22 يناير 2007).
- انتخب عضو مجلس العموم الكندي عن دائرة Coast of Bays—Central—Notre Dame [الإنجليزية]‏ وقد انضم خلال فترته النيابية [الإنجليزية]‏ للكتلة البرلمانية الحزب الليبرالي الكندي.

## وصلات خارجية
- الموقع الرسمي